# Weiler-Simmerberg

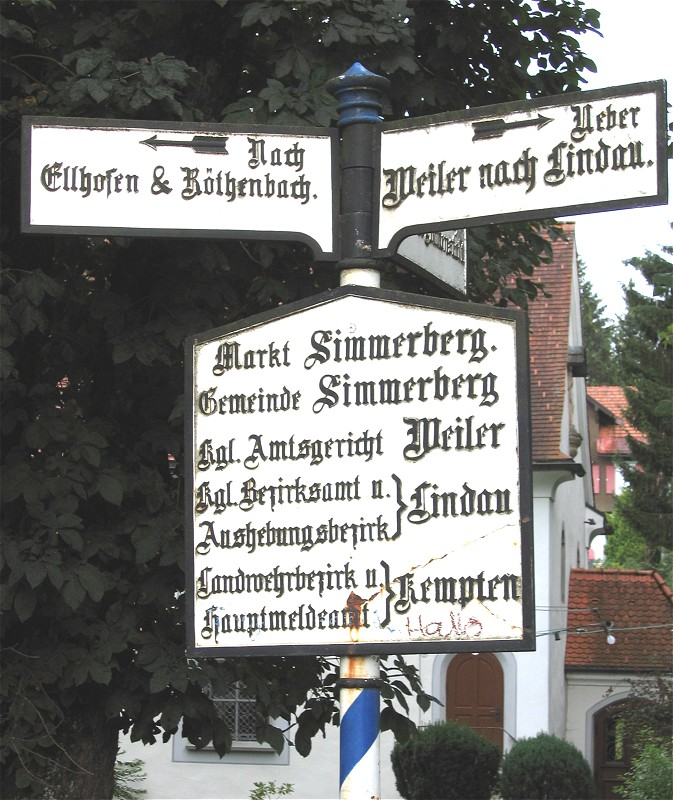
Zabytkowy drogowskaz

Weiler-Simmerberg – gmina targowa w południowych Niemczech, w kraju związkowym Bawaria, w rejencji Szwabia, w regionie Allgäu, w powiecie Lindau (Bodensee). Leży w Allgäu, około 20 km na wschód od Lindau (Bodensee), przy drodze B308.

## Dzielnice
| - Buchenbühl - Dressen - Ellhofen - Hagelstein - Hasenried - Oberleute - Obertrogen - Rieder | - Riegen - Rothach - Ruppenmanklitz - Schreckenmanklitz - Simmerberg - Untertrogen - Weiler im Allgäu - Weißen. |

## Polityka
|      | CSU | SPD | Freie Bürger e.V. | Razem |
| 2008 | 7   | 4   | 9                 | 20    |

## Współpraca
- Sona, Włochy
- Valmontone, Włochy
- Ollioules, Francja
- Benifaió, Hiszpania